# S/2011 J 1
S/2011 J 1 — природний супутник Юпітера, який був виявлений Скоттом Шеппардом у 2011 році. Видима зоряна величина 23,7. Середня орбітальна швидкість 2,51 км/с.